# Station Narva
Station Narva is een station in de Estische stad Narva. Het station is geopend in 1870 en ligt aan de spoorlijn Tallinn - Narva. Narva is het laatste station in Estland op deze lijn. Voor de treinen van Elron is dit het eindpunt. De internationale trein van GoRail rijdt nog verder naar Moskou. 

## Treinen
De volgende trein stopt op Station Narva:
| Vervoerder | Treinsoort | Route                    | Opmerkingen                                       |
| ---------- | ---------- | ------------------------ | ------------------------------------------------- |
| GoRail     | Sneltrein  | Tallinn – Narva – Moskou | Stopt verder in Estland in Tapa, Rakvere en Jõhvi |
| Elron      | Sneltrein  | Tallinn – Tapa – Narva   | Stopt niet in Vesse, Lagedi en Nelijärve          |

Tallinn Baltisch Station · 
Kitseküla · 
Ülemiste‎ · 
Vesse · 
Lagedi · 
Kulli · 
Aruküla · 
Raasiku · 
Parila · 
Kehra · 
Lahinguvälja · 
Mustjõe · 
Aegviidu · 
Nelijärve · 
Jäneda · 
Lehtse · 
Tapa · 
Kadrina · 
Rakvere · 
Kabala‎ · 
Sonda · 
Kiviõli · 
Püssi · 
Kohtla-Nõmme · 
Jõhvi · 
Oru · 
Vaivara · 
Narva